# Haplophyllum tuberculatum
Haplophyllum tuberculatum es una especie de arbusto perteneciente a la familia Rutaceae. 

## Descripción
Es un arbusto perennifolio que alcanza un tamaño de hasta 30 cm de altura, con las ramas erectas o difusas. Leñoso, ramificado desde la base o simple. Los tallos son de color amarillo verdoso, glabros o pubescentes,  con glándulas amarillas punteadas. Las hojas de 9-50 x 2-17 mm, lineales a oblongas a lanceolado-oblongas u obovadas, disminuyendo en la base,  glabras o peludas y oscuro punteadas con glándulas. Las inflorescencias en forma de corimbos. Brácteas pequeñas, de color verde. Flores pediceladas. Pétalos de color amarillo brillante, ampliamente oblongas, de 4 mm. El fruto es una  cápsula de 3.4 de diámetro.

## Distribución
Se distribuye por el suroeste de Asia y África del Norte.

## Taxonomía
Haplophyllum tuberculatum fue descrita por (Forssk.) A.Juss. y publicado en Mémoires du Muséum d'Histoire Naturelle 12: 464, en el año 1825.
Sinonimia
- Ruta tuberculata Forssk.[3]
- Haplophyllum glabrum (DC) G.Don
- Haplophyllum stocksianum Boiss.
- Haplophyllum villosulum Boiss. & Hausskn.
- Ruta tuberculata var. forskahlii DC.
- Ruta tuberculata var. montbretti DC.[1]